# فيديريكو فرانكو
فيديريكو فرانكو (بالإسبانية: Luis Federico Franco Gómez)‏ هو رئيس باراغواي من 22 يونيو 2012 إلى 15 أغسطس 2013.